# Johan de Brune

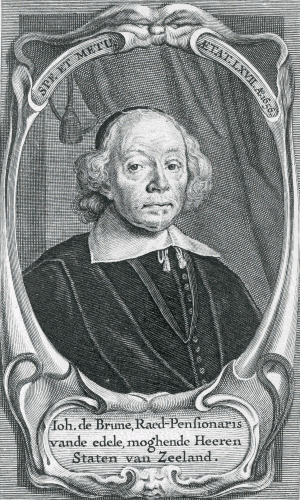
Johan de Brune

Johan de Brune de Oude (Middelburg, 29 mei 1588 - aldaar, 7 november 1658) was een Zeeuws staatsman en schrijver. Hij was een oom van Jan de Brune de Jonge, die ook wel Johan wordt genoemd.

## Levensgeschiedenis
Hij studeerde van 1606 tot 1609 in Leiden, maar woonde verder zijn hele leven in Middelburg. Hij was advocaat en bekleedde verschillende politieke functies in Middelburg; van 1649 tot 1657 was hij raadpensionaris van Zeeland.
Zijn piëtistisch calvinisme maakt zijn werk typisch zeventiende-eeuws: hij was streng gelovig en bijzonder ernstig. Als aanhanger van de nadere reformatie toont hij in al zijn werk niet uitsluitend theologische belangstelling maar ook sterke maatschappelijke en politieke betrokkenheid. Letterkundig was hij een vernieuwer door de experimenten die hij deed met prozastijl (hij is een der eerste en beste navolgers van Montaigne in Nederland), en om zijn voorliefde voor spreekwoorden.
Het eerste komt tot uiting in zijn meest bekende werk, de Emblemata, die in 1624 in Amsterdam gepubliceerd werden, maar door tekst en illustraties zeer Zeeuws zijn. In dit omvangrijke werk geeft hij 51 afbeeldingen (naar ontwerp van Adriaen van de Venne) met gedichten, elk gevolgd door een essay van enkele pagina’s waarin hij de fouten van zijn tijd bekritiseert.
De voorliefde voor spreekwoorden komt vooral tot uiting in zijn merkwaardige werken Nieuwe wijn in oude le’er-zacken (1636) en Bancket-werck van goede gedachten (1657), waarin hij enorme hoeveelheden spreekwoorden van korte commentaren voorziet als een caleidoscoop van kennis op het gebied van ethiek: zonder een vaste vorm te kiezen leert hij de lezer over het juiste gedrag in allerlei omstandigheden.

## Werken
- Proverbia, of, de Spreucken van Salomon. Middelburg 1619.
- De grond-steenen van een vaste regieringe. Middelburg 1621.
- Hemels-feest, ofte God-vruchtighe roeringhen. Middelburgh, 1621.
- Emblemata of zinne-werck. Amsterdam 1624.
- Siel-gerechten, toe-gemaeckt met hemelsche speceryen. Middelburg 1632.
- Nieuwe wijn in oude le’er-zacken. Middelburg 1636.
- De CL. Davids Psalmen. Middelburg 1644.
- Salomons Hoogh-Liedt. Middelburg 1647.
- Bancket-werck van goede gedachten. Middelburg 1657.
- Het tweede deel van ’t bankket-werk van goede gedachten. Middelburg 1660.

## Citaat
Sedert dat ick de oude en gheleerde talen deur-loopen, en meest alle de Europeesche, die by ons ghebruyckelick zijn, ghesmaeckt hebbe, heb’ ick my dickwils verfoeyt, dat onse natie (een volck dat anderszins in konsten en wetenschappen geen andere en wijct) zoo naer-laetigh en verzuymigh gheweest is, om onze tale op te bouwen, en haer behoorlick en meughelick cieraed te gheven: voornemelick ziende, en als nu en dan beproevende, datter nauwelick yet fraeys of uyt-nemende by andere ghevonden en wert, dat van ons niet zoude konnen naerghevolght, en by naer met even-veel woorden even-aerdigh uyt-gedruckt werden. Hier van hebb’ ick zoo wat henen, naer dat ick versschelick de memorie met dit of dat besprenght, en gedrenckt hadde, ghenoeghzame preuve gegeven: immers, als een stoute bracke, het veld ont-deckt, daer wel-gheoeffende verstanden, mijns oordeels, een nuttelicke en vermaeckelicke jacht vinden zullen. Want ick hebbe hier en daer, naer mijn gheringh oordeel, de fijnste bloeme van goede boecken ghezaeyt, menghende, soo veel door mijn begrijp doenelick is, de Attische zoetigheyd met de Laconische kortheyd.
(Uit «Aen de Leser» voor de Emblemata.)